# If We Can't Trust the Doctors...
If We Can't Trust the Doctors... è l'album di debutto del gruppo alternative country statunitense Blanche, pubblicato nel 2004.

## Tracce
1. (Preamble) - 0:28
2. Who's to Say… - 4:25
3. Do You Trust Me? - 3:45
4. Superstition - 3:32
5. Bluebird - 2:47
6. So Long Cruel World - 4:50
7. Another Lost Summer - 3:46
8. Jack on Fire - 4:42
9. Garbage Picker - 3:30
10. The Hopeless Waltz - 4:05
11. Wayfaring Stranger - 2:52
12. Someday… - 5:10

## Formazione
Membri del gruppo
- Patch Boyle - autoharp, banjo, ronzii
- Dave Feeny - clarinetto, effetti, missaggio, pedal steel guitar, pianoforte, produzione, cori
- Lisa "Jaybird" Jannon - batteria
- Tracee Miller - basso, composizioni, voce

Altri musicisti
- Brendan Benson - produzione, cori
- Kevin Carrico - design
- Warn Defever - produzione
- Chris Gustafson - fotografia
- Tom Hendrickson, Jr. - chitarra
- Fred Kevorkian - masterizzazione
- Dan John Miller - composizione, violino, chitarra, voce secondaria
- Jeffrey Lee Pierce - composizioni
- Jun Pino - fotografia
- Jack White - chitarra solista